# Niedas
Niedas – część miasta Tuszyn, w Polsce położonego w województwie łódzkim, w powiecie łódzkim wschodnim, osiedle na południowych rubieżach miasta.
Od otrzymania statusu miasta przez Tuszyn w 1924 roku do reformy gminnej w 1954 roku, Niedas stanowił eksklawę Tuszyna, oddzieloną od miasta obszarem wiejskiej gminy Kruszów (w 1924 roku gminy Górki).
W latach 1975–1998 miejscowość należała administracyjnie do województwa łódzkiego.